# Mozart : Le Dernier Secret
Mozart : Le Dernier Secret (Mozart: The Conspirators of Prague dans les pays anglophones) est un jeu vidéo d'aventure en pointer-et-cliquer développé par Gameco Studios et édité par Micro Application, sorti en 2008 sur Windows.
Le joueur y incarne Wolfgang Amadeus Mozart.

## Accueil
- Jeuxvideo.com : 14/20[1]